# 鈴木啓正
鈴木 啓正（すずき ひろまさ、1957年9月24日 - ）は、日本のアマチュアボクシング選手・プロボクシングトレーナー経験者。東京都新宿区出身。拓殖大学第一高等学校および拓殖大学出身の経済学士。帝拳所属。

## 人物
高校、大学とアマチュア選手として活躍し、会社員を経て1981年プロボクシング・トレーナーとなる。1987年から1991年までプロボクシング界から離れていたが長野ハルマネージャーの要請で復帰し2010年春まで務めた。
川口力哉や三澤照夫、石本康隆を入門当初に指導。大和心のOPBFタイトル獲得当時、また松田直樹の最強後楽園優勝当時の担当トレーナー。本田明彦帝拳会長の決断により、木村鋭景担当の鈴木が大和を、大和担当の桑田勇が木村を、担当交換した時期がある。